# Ztraceni v Mnichově
Ztraceni v Mnichově je český film režiséra Petra Zelenky z roku 2015, který zobrazuje neúspěšné natáčení fiktivního filmu jako alegorii na mnichovskou krizi. Scénář filmu byl inspirován jednak esejí Mnichovský komplex historika Jana Tesaře, jednak dokumentem Ztracen v La Mancha o neúspěšném natáčení filmu Terryho Gilliama.
Režisér byl ovlivněn historikem Petrem Kourou, který mu zapůjčil Tesařovu esej.
Premiéru měl film na filmovém festivalu v Londýně, kde byl uveden v sekci Laugh.

## Děj
Převážná část stopáže filmu je zasazena do současnosti (rok 2014) a je koncipována jako fiktivní dokument o problematickém natáčení filmu Ztraceni v Mnichově, který tvoří první půlhodinu filmu a má popisovat příběh neúspěšného novináře Pavla a jeho přátelství se starým papouškem, který patřil Édouardu Daladierovi a stále opakuje některé věty z doby Mnichovské krize. Natáčení je však pronásledováno řadou komplikací, především se ukáže, že herec v hlavní roli (Martin Myšička) je alergický na mnichovské téma a skoro každý natáčecí den opuchne nebo se osype. S pomocí knihy Jana Tesaře pak společně s režisérem (Tomáš Bambušek) odhalí "pravdu" o podstatě mnichovského traumatu, které pronásleduje jeho rodinu a celý český národ.
Film však ohrožují také finančními problémy a tato dějová linka je přímou alegorií mnichovské zrady: Producent natáčeného filmu Kryštof (alegorie Beneše), aby získal potřebné finance a dotace, všechny ujišťuje o údajné účasti francouzské koprodukce a s tím spojených nadějích a zárukách, avšak ve skutečnosti se natáčí na dluh. Když jeho plán selže, lživě svede neúspěch a finanční krach na „francouzskou zradu“ a zlost najatého personálu se obrátí proti francouzským členům filmového štábu. Natáčení filmu je nakonec definitivně ukončeno smrtí jednoho z francouzských herců. Tato tragédie překryje všechny ostatní nezdary a umožní vznik legendy o skvělém filmu, který nevznikl jen kvůli nečekané smrti herce.

## Výroba
Film se natáčel v červenci a v srpnu 2014 převážně v Praze.

## Obsazení
| Martin Myšička      | novinář Pavel Liehm / herec Martin Myšička             |
| Tomáš Bambušek      | režisér filmu Tomáš                                    |
| Marek Taclík        | novinář Jakub / herec Marek Taclík                     |
| Marcial Di Fonzo Bo | asistent papouška šedého Jean Dupont                   |
| Stanislas Pierret   | ředitel Francouzského institutu / herec Gérard Pierret |
| Jiří Rendl          | asistent režie Adam                                    |
| Vladimír Škultéty   | vedoucí výroby Vladimír                                |
| Prokop Holoubek     | kameraman Saša                                         |
| Kryštof Mucha       | producent Kryštof                                      |
| Jaroslav Pížl       | rekvizitář Jarda                                       |
| Edita Levá          | překladatelka Edita                                    |
| Václav Kopta        | šéfredaktor                                            |
| Jana Plodková       | sekretářka Francouzského institutu / herečka Plodková  |
| Jitka Schneiderová  | Pavlova manželka Dana / herečka Jitka Schneiderová     |
| Václav Neužil       | Viktor, manžel herečky Plodkové                        |

## Recenze
- František Fuka, FFFilm
- Mirka Spáčilová, iDNES.cz
- Martin Svoboda, Aktuálně.cz
- Tomáš Stejskal, iHNed.cz
- Kamil Fila, Respekt 44/2015
- Rimsy, MovieZone.cz
- Adam Hencze, Pinbacker  [6]

## Ocenění
V lednu 2016 získal film tři Ceny české filmové kritiky za nejlepší film, režii a scénář, proměnil tak všechny své nominace.
V březnu 2016 získal film dvě ceny Český lev za nejlepší scénář a nejlepší střih. Dalších 14 nominací (nejlepší film, režie, kamera, zvuk, hudba, scénografie, kostýmy, masky, ženský herecký výkon v hlavní roli pro Janu Plodkovou, mužský herecký výkon v hlavní roli pro Martina Myšičku, ženský herecký výkon ve vedlejší roli pro Jitku Schneiderovou, mužský herecký výkon ve vedlejší roli pro Tomáše Bambuška a Marka Taclíka a nejlepší plakát) neproměnil.
Film se dostal do širšího výběru 50 filmů, ze kterého se budou vybírat nominace na Evropskou filmovou cenu.
Film byl českým kandidátem na Oscara v kategorii nejlepší cizojazyčný film, ale podle očekávání do užší nominace nepostoupil.